# Міхаель Раффль
Міхаель Раффль (нім. Michael Raffl; 1 грудня 1988, м. Філлах, Австрія) — австрійський хокеїст, лівий/правий нападник. Виступає за «Філадельфія Флайєрс» у Національній хокейній лізі. 
Вихованець хокейної школи «Філлахер». Виступав за «Філлахер», ХК «Лександс», «Філадельфія Флайєрс», «Адірондак Фантомс» (АХЛ).
В чемпіонатах НХЛ — 135 матчів (30+20), у турнірах Кубка Стенлі — 7 матчів (0+1). 
У складі національної збірної Австрії учасник зимових Олімпійських ігор 2014 (4 матчі, 1+2), учасник чемпіонатів світу 2009, 2011, 2013 і 2015 (19 матчів, 3+4). У складі молодіжної збірної Австрії учасник чемпіонатів світу 2007 (дивізіон I) і 2008 (дивізіон I). У складі юніорської збірної Австрії учасник чемпіонату світу 2006 (дивізіон I).
Батько: Петер Раффль, брат: Томас Раффль.

## Досягнення
- Чемпіон Австрії — 2006.